# 奥罗拉 (犹他州)
奥罗拉（英文：Aurora），是美国犹他州塞维尔县下属的一座城市。建市于 1875年，面积大约为1.04平方英里（2.7平方公里），海拔约为5,200英尺（1,600米）。根据2010年美国人口普查，该市有人口1,016人。